# 데이터 요소
데이터 요소(Data element)라는 용어는 메타데이터에서 정확한 의미 또는 정확한 의미를 갖는 데이터의 원자 단위이다. 데이터 요소에는 다음이 포함된다.
1. 데이터 요소 이름과 같은 식별
2. 명확한 데이터 요소 정의
3. 하나 이상의 표현 용어
4. 선택적 열거 값 코드(메타데이터)
5. 다른 메타데이터 레지스트리의 데이터 요소에 대한 동의어 목록 동의어 링(synonym ring)

데이터 요소 사용은 수동 또는 자동 애플리케이션 검색 및 이해 프로세스를 통해 소프트웨어 애플리케이션이나 애플리케이션 데이터 파일을 검사하여 발견할 수 있다. 데이터 요소가 발견되면 메타데이터 레지스트리에 등록할 수 있다.
전기 통신에서 데이터 요소라는 용어는 다음과 같은 구성 요소를 갖는다.
1. 어떤 상황에서는 분할할 수 없는 것으로 간주되고 다른 상황에서는 데이터 항목으로 구성될 수 있는 명명된 데이터 단위이다.
2. 데이터베이스에 표시되는 각 엔터티 및 해당 속성의 명명된 식별자이다.
3. 고유한 의미와 고유한 단위 또는 값을 갖는 표준 구조를 기반으로 구축된 정보의 기본 단위이다.
4. 전자 기록 보관에서 이름, 주소, 나이 등 하나의 개별 정보 항목을 나타내는 문자 또는 바이트의 조합이다.

데이터베이스 및 데이터 시스템 영역에서 보다 일반적으로 데이터 요소는 데이터 모델의 일부를 구성하는 개념이다. 데이터 표현의 요소로서 데이터 요소의 집합은 자료 구조를 형성한다.

## 같이 보기
- 데이터 사전
- 메타데이터